# Lill-Abborrträsket (Piteå socken, Norrbotten)
Lill-Abborrträsket är en sjö i Piteå kommun i Norrbotten och ingår i Åbyälvens huvudavrinningsområde. Sjön har en area på 0,133 kvadratkilometer och ligger 278 meter över havet. Lill-Abborrträsket ligger i Åbyälven Natura 2000-område.

## Delavrinningsområde
Lill-Abborrträsket ingår i det delavrinningsområde (725190-172685) som SMHI kallar för Mynnar i Hörmyrbäcken. Medelhöjden är 281 meter över havet och ytan är 5,07 kvadratkilometer. Det finns inga avrinningsområden uppströms utan avrinningsområdet är högsta punkten. Vattendraget som avvattnar avrinningsområdet har biflödesordning 4, vilket innebär att vattnet flödar genom totalt 4 vattendrag innan det når havet efter 62 kilometer. Avrinningsområdet består mestadels av skog (63 procent) och sankmarker (19 procent). Avrinningsområdet har 0,5 kvadratkilometer vattenytor vilket ger det en sjöprocent på 17,6 procent.